# Atimura minima
Atimura minima es una especie de escarabajo del género Atimura, familia Cerambycidae. Fue descrita científicamente por Breuning en 1939.
Se distribuye por la India. Posee una longitud corporal de 4,5 milímetros.